# 10 A.M. Automatic
10 A.M. Automatic è un singolo del duo rock statunitense The Black Keys, pubblicato nel 2004 ed estratto dall'album Rubber Factory.

## Tracce
7"
1. 10 A.M. Automatic (Dan Auerbach, Patrick Carney)
2. Summertime Blues (Eddie Cochran)

CD
1. 10 A.M. Automatic (Dan Auerbach, Patrick Carney)
2. Stack Shot Billy (Dan Auerbach, Patrick Carney)
3. Summertime Blues (Eddie Cochran)

## Video
Il videoclip della canzone vede la partecipazione dell'attore Jon Glaser ed è stato diretto da David Cross.

## Formazione
- Dan Auerbach - voce, chitarra
- Patrick Carney - batteria, percussioni